# Masters Series Monte-Carlo 2005
Masters Series Monte-Carlo 2005 — 99-й розыгрыш ежегодного профессионального теннисного турнира среди мужчин, проводящегося во французском городе Рокебрюн—Кап-Мартен и являющегося частью тура ATP в рамках серии Masters.
В 2005 году турнир прошёл с 11 по 17 апреля на кортах Monte-Carlo Country Club. Соревнование продолжало околоевропейскую серию грунтовых турниров, подготовительную к майскому Открытому чемпионату Франции.
Прошлогодние победители:
- в одиночном разряде —  Гильермо Кориа
- в парном разряде —  Ненад Зимонич и  Тим Хенмен

## Соревнования

### Одиночный турнир
Рафаэль Надаль обыграл  Гильермо Корию со счётом 6-3, 6-1, 0-6, 7-5.
- Надаль выигрывает 3-й одиночный титул в сезоне и 4-й за карьеру в основном туре ассоциации. Он выигрывает первый в карьере турнир серии Мастерс
- Кориа вышел в свой 1-й одиночный финал в сезоне и 17-й за карьеру в основном туре ассоциации.

### Парный турнир
Ненад Зимонич /  Леандер Паес обыграли  Боба Брайана /  Майка Брайана без игры.
- Зимонич выигрывает 1-й парный титул в сезоне и 9-й за карьеру в основном туре ассоциации. На этом турнире он побеждает в 2-й раз подряд (в 2004 году совместно с Тимом Хенменом).
- Паес выигрывает 1-й парный титул в сезоне и 32-й за карьеру в основном туре ассоциации.